# Срібна Земля (газета)
«Срібна Земля» — щотижнева закарпатська обласна газета, яка вперше вийшла у друк 6 жовтня 1992 року. Головною метою є висвітлення подій соціально-політичного, економічного та культурного життя краю та України, публікацій історично-краєзнавчих, комерційно-економічних та рекламних матеріалів про життя на Закарпатті, в Україні та світі. Заснована ПП «Адвокатське бюро „Срібна Земля“». 
Першим головним редактором газети працював журналіст Василь Ільницький, 1960 року народження, який був повязаний з такими солідними медіа-структурами, як Закарпатське телебачення, газети "Новини Закарпаття", "Карпатська Україна", та видавництво "Закарпаття". У серпні 2007 року Василь Ільницький відбрунькувався від газети "Срібна земля" й заснував нову – «Срібна земля ФЕСТ», яка продовжила динаміку і напрацювання. 
Надалі видавцем старої газети "Срібна земля" під шеф-редакторством Бедя став інформаційно-видавничий відділ УУБА-КаУ (голова - Денис Федчук).
Спочатку, в 2008-2010 роках головним редактором згадувався журналіст Фатула Руслан Степанович, 1984 року народження.
7 червня 2010 року ректор Ужгородської української богословської академії імені святих Кирила і Мефодія та Карпатського університету імені Августина Волошина професор, архімандрит Віктор (Бедь) привітав редакцію газети «Срібна Земля» з Днем журналіста.Почесними грамотами нагороджено: Руслана Фатулу – головного редактора газети (друковане та Інтернет видання); Віктора Лазорика – головного редактора Інтернет-ресурсів, редактора відділу; читця Ігоря Ковальчука – прес-секретаря УУБА–КаУ, редактора відділу; Івана Тупицю – редактора відділу. 
Також згадувався заступник головного редактора газети «Срібна Земля», член Незалежної медіа профспілки України Іван Тупиця. 
Випускаючими редакторами були представники духовенства УПЦ-МП, викладачі УУБА: ігумен Євфросин (Білаш) до 2010 року, та священик Ігор Ковальчук з 2010 року.
Далі, до 2013 року головним редактором працював журналіст Лазорик Віктор Володимирович.
З лютого 2013 року по жовтень 2014 року головним редактором газети "Срібна земля" працював журналіст Михайло Удут.
28 листопада 2014 року вийшов останній друкований номер газети "Срібна земля". Колишній головний редактор газети Василь Ільницький зазначив, що газета перестала виходити через економічні труднощі, зокрема - подорожчання поліграфічних послуг. 
На момент закриття друкованого видання, редактором був журналіст Ігор Токоч, а редактором сайту була працівник УУБА Катерина Чомбокош.
З того часу газета перейшла в електронну версію. 
Надалі газету, координатором якої залишався Віктор Бедь, редагував політолог Костюх Анатолій Вячеславович (у 2015-2018 роках), котрий у 2015 році, коли обиралася Ужгородська міська рада 7-го скликання, балотувався у складі створеного під керівництвом Бедя та його помічника Ореста Дідуха регіонального виборчного блоку "Україна соборна", але у раду не пройщов. До керівництва цього блоку тоді увійшли голова координаційного комітету Закарпатського національно-патріотичного об’єднання «Україна Соборна» Орест Дідух, викладачі УУБА Марина Дуб і Максим Бережний, голова ГО «Молодь Закарпаття» Василь Банк, голова ГО «Карпатська Січ - Націоналісти Закарпаття» Тарас Деяк, представники ГФ «Народна Самооборона» Сергій Шокарев та Попадюк Віталій, представник Закарпатської обласної громадської організації «Центр Громадянського Представництва» Федорчук Валерій, волонтер-координатор батальйону "Айдар" в Закарпатті Віталій Грегор, співзасновник ГО «Спілка учасників бойових дій в АТО міста Ужгород " Побратими України м. Ужгород"» Микола Марчишак, правозахисник Кардош Юрій, боєць батальйону «Айдар» Кєсов Олексій, боєць батальйону «Донбас» Валера Маринець ("Хромий") та представник громадськості Іван Сайник (Йончі).
Нажалі ж Костюх був довіреною особою кандидата на посаду Президента України Володимира Зеленського на президентських виборах 2019 року, а на парламентських виборах 2019 року був обраний народним депутатом 9 скликання від партії “Слуга народу”.Але починав Костюх політичну діяльність у 2015 році, як керівник координованого Віктором Бедем та Орестом Дідухом регіонального виборчого блоку "Україна соборна".
Приблизно у 2016 році Костюха на посаді головного редактора замінив Шафраньош Олексій Іванович, кандидат політичних наук.